# Desastre aéreo de Ramos
O desastre aéreo de Ramos foi um acidente aéreo ocorrido em 22 de dezembro de 1959. Nesta data, uma aeronave de treinamento Fokker T-21 da Força Aérea Brasileira chocou-se em pleno ar com um Vickers Viscount da VASP. O choque provocou a queda das aeronaves, causando a morte dos 31 ocupantes do Viscount além de 10 pessoas no solo, atingidas pelos destroços da aeronave. O piloto da FAB saltaria de paraquedas, sendo o único sobrevivente.

## Aeronaves

### Vickers Viscount 827
Nos anos 1960, a VASP iniciaria um grande plano de modernização da empresa efetuado nos anos 1960, para fazer frente a Panair do Brasil, REAL, Cruzeiro do Sul e VARIG. Enquanto que as demais companhias aéreas se modernizavam com modernos aviões Convair 240/340/440 e Lockheed Electra II, a VASP contava apenas com os obsoletos Douglas DC-3 e SAAB Scandia.
Em 1958, a VASP iria encomendar 5 Vickers Viscount V-827, que seriam as primeiras aeronaves turboélice a operarem no Brasil. Com o sucesso da operação dessas aeronaves, a empresa paulista iria adquirir mais 10 Viscount (da versão V-701) usados , oriundos da empresa britânica British European Airways. Por conta do envelhecimento das aeronaves, os V-701 iriam operar por poucos anos, sendo substituídos pelos NAMC YS-11. Os V-827 operaram entre 1958 e 1974, quando foram substituídos pelos Boeing 737.
A aeronave destruída foi fabricada no final de 1958, tendo recebido o número de construção 401. A VASP recebeu a aeronave em 29 de janeiro de 1958, tendo a mesma obtido o prefixo PP-SRG para sua operação. Até o momento do acidente era a aeronave mais nova da frota da VASP.

### Fokker S11
O Fokker S11 seria adquirido pela FAB para servir como aeronave de treinamento dos Cadetes do curso de formação de Oficiais Aviadores da Academia da Força Aérea, então sediada no Campo dos Afonsos. Após a assinatura de convênio com a fábrica holandesa Fokker, seriam adquiridas 100 unidades, sendo que as primeiras 5 aeronaves seriam construídas na Holanda enquanto que as demais 95 seriam construídas na Fábrica de Aviões do Galeão. Problemas financeiros e políticos norteariam o contrato, de forma que a entrega das aeronaves seria atrasada por diversas vezes.
Ao entrar em serviço, em 1959, o Fokker S11 seria nomeado T-21 pela FAB. As aeronaves receberiam os números 700 a 799. Com a entrada dos T-21 em serviço, os Fairchild PT-19 seriam retirados de serviço. O T-21 seria largamente utilizado pela FAB até meados dos anos 1970 quando seria substituído pelo T-23 Uirapuru.
A aeronave destruída foi fabricada em 1959, tendo recebido o registro 0742.

## Acidente
O Vickers Viscount prefixo PP-SRG decolara do aeroporto de Brasília na manhã de 22 de dezembro de 1959, iniciando o Voo VASP 233 entre Brasília e o Rio de Janeiro.
No campo dos Afonsos, o Fokker T-21 da FAB decolara para um exercício de treinamento. A Base aérea do Campo dos Afonsos era situada a nordeste do aeroporto do Galeão, sendo que a área de treinamento dos cadetes era muito próxima das aerovias da aviação comercial, utilizadas para pousos e decolagens do Galeão.
Quando o Viscount estava prestes a pousar no aeroporto do Galeão por volta das 13h40min, sua asa esquerda foi atingida e parcialmente arrancada pela aeronave de treinamento Fokker T-21, que acabara de efetuar um parafuso. Enquanto o Viscount realiza uma curva brusca para a direita, buscando o aeroporto, o Fokker voa na direção do Morro do Alemão, tendo o piloto saltado de paraquedas. Sem rumo, O Fokker cai sobre uma casa provocando ferimentos leves em uma mulher.
Enquanto isso, a tripulação do Viscount, impotente, nada pode fazer até o avião atingir o solo. A aeronave cai sobre várias casas no bairro de Ramos, explodindo em seguida. O choque com o solo causa a morte dos 32 ocupantes do Viscount. Dez moradores também morreram no solo e centenas ficaram feridos pelos destroços da aeronave. Entre os passageiros mortos estavam os escritores Otávio Tarquínio de Sousa e sua esposa Lúcia Miguel Pereira, o economista Benjamin Cabello e o repórter de O Cruzeiro Luciano Carneiro.

## Investigações
As investigações foram iniciadas pela FAB que decretou sigilo total. Durante as investigações, foi constatado que o acidente ocorreu por uma série de fatores:
- Falta de rádio no Fokker T-21, o que impedia uma comunicação com a torre de controle do aeroporto do Galeão;
- Inexperiência do piloto do Fokker, que tinha apenas 19 horas de voo;
- Invasão de aerovia destinada a aviação comercial pelo piloto do Fokker;
- Localização inadequada da área de treinamento da FAB, que era muito próxima a área de aproximação e decolagem de aeronaves do aeroporto do Galeão, causando confusão aos pilotos comerciais e aos cadetes da FAB que acabavam invadindo as áreas indevidamente;

No entanto, a investigação concluiu que a causa principal do acidente era a falha de ambos os pilotos em manter adequada vigilância sobre outras aeronaves. Cerca de um ano após o acidente, o cadete Eduardo da Silva Pereira, que pilotava o Fokker, foi excluído da Escola da Aeronáutica.

## Consequências
O desastre causou uma grande comoção na sociedade da época. A revista O Cruzeiro (que perdera o repórter Luciano Carneiro no desastre) iniciou uma campanha contra a presença da escola da aeronáutica nas proximidades do Galeão, exortando a FAB a mandar seus cadetes (chamados pela revista de Playboys do Ar) para uma nova base em projetada em Pirassununga, São Paulo.
Carneiro retornava de Brasília após realizar uma reportagem sobre o primeiro baile de debutantes da recém inaugurada capital Federal e transportava uma maleta cujo interior guardava sua câmera e negativos. Apesar da violência do acidente, os negativos foram levemente danificados, tendo sido publicados por O Cruzeiro como homenagem póstuma.
O Campo dos Afonsos acabou engolido pela expansão da cidade, tendo sido estudada a transferência da Academia da Força Aérea para Pirassununga desde 1949. O desastre de 1959 acabou por tirar do papel o projeto da base de Pirassununga. Durante os anos 1960, a escola do campo dos Afonsos funcionou com restrições operacionais até ser desativada em 1971, quando acabou transferida para Pirassununga.
2 meses após o desastre ocorrido em Ramos, outro choque de aeronaves ocorreu sobre os céus do Rio de Janeiro, colocando em xeque o sistema de controle aéreo da cidade..